# موريس فيليون
موريس فيليون هو مدرب هوكي جليد كندي، ولد في 12 فبراير 1932 في مونتريال في كندا، وتوفي في 28 يوليو 2017 في مدينة كيبك في كندا.

## وصلات خارجية
- موريس فيليون على موقع HockeyDB.com (الإنجليزية)